# Pátá loď
Pátá loď je slovenský film režisérky Ivety Grófové z roku 2017 na motivy stejnojmenného románu Moniky Kompaníkové podle skutečné události. Pojednává o desetileté holčičce, která s kamarádem vezme dvě miminka do opuštěné zahradní chatky a tam si hrají na rodinu.
Film měl světovou premiéru na Berlinale, dětská porota mu zde udělila Křišťálového medvěda pro nejlepší film v soutěžní sekci Generation Kplus. V rámci cen TRILOBIT 2018 byla režisérce Ivetě Grófové za tento film udělena cena Berounský medvídek.
Ústřední píseň filmu Kde sa slzy berú složila a nazpívala Katarzia, k písni vznikl i videoklip.

## Obsazení
| Vanessa Szamuhelová | Jarka            |
| Matúš Bačišin       | Kristián         |
| Katarína Kamencová  | máma Lucie       |
| Johanna Tesařová    | babička Irena    |
| Martina Sľuková     | matka miminek    |
| Ági Gubik           | Kristiánova máma |
| Zoltán Schneider    | Kristiánův otec  |

## Recenze
- Mirka Spáčilová, iDNES.cz
- František Fuka, FFFilm